# مايسي باربر
مايسي باربر (مواليد 18 مايو 1998) هي لاعبة فنون قتال مختلط أمريكية تشارك في وزن الذبابة في بطولة القتال النهائي.

## روابط خارجية
- مايسي باربر على موقع يو إف سي (الإنجليزية)
- مايسي باربر على موقع شيردوغ (الإنجليزية)
- مايسي باربر على موقع Tapology.com (الإنجليزية)
- مايسي باربر على موقع فايت ماتريكس (الإنجليزية)